# Естерон (река)
Естерон (фр. Estéron) је река у Француској. Дуга је 67 km. Улива се у Вар. 